# Harley M. Kilgore
Harley M. Kilgore (Brown, 1893. január 11. – Bethesda, 1956. február 28.) az Amerikai Egyesült Államok szenátora (Nyugat-Virginia, 1941–1956).